# Falsa identidad (novela)
Falsa identidad (título original en inglés: Fingersmith) es una novela de 2002 escrita por Sarah Waters, finalista de los premios Man Booker y Orange, y ganadora del Premio CWA Ellis Peters Dagger. La novela es una mezcla de ficción histórica (ambientada en la época victoriana), narrativa gótica y género policíaco.   

## Sinopsis
Cuenta la historia de Sue Trinder, una ladrona de poca monta, y Maud Lilly, una señorita que vive aislada con su tío en una mansión, y cómo sus vidas se entremezclan cuando a Sue la convencen para convertirse en la doncella de Maud para poder robarle su herencia. Inesperadamente, surgirá un romance entre ellas. La novela está dividida en tres partes, la primera contando el punto de vista de Sue, la segunda contando el de Maud, y la tercera retomando el punto de vista de Sue.   

## Adaptaciones audiovisuales
- En 2005 fue llevada a la televisión por la BBC en una miniserie de dos partes del mismo nombre.
- En 2016, el director surcoreano Park Chan-wook la adaptó con el título de La doncella.